# Hans-Gert Pöttering
Hans-Gert Pöttering (nebo též Poettering; * 15. října 1945, Bersenbrück) je německý konzervativní politik (Křesťansko-demokratická unie - CDU) a od ledna 2007 do července 2009 předseda Evropského parlamentu.

## Život
Je členem Evropského parlamentu nepřetržitě od prvních přímých voleb v roce 1979. V období od roku 1999 do 2007 předsedal politické skupině Evropské lidové strany a Evropských demokratů (EPP-ED, česky ELS-ED) v Evropském parlamentu a v roce 2004 byl hlavním kandidátem německé konzervativní strany CDU do evropských voleb. Je také členem nejvyššího vedení CDU.
V rámci politické dohody se skupinou Evropských sociálních demokratů (PES) nahradil 16. ledna 2007 španělského sociálního demokrata Josepa Borella ve funkci předsedy Evropského parlamentu. 14. července 2009 je ve funkci nahradil polský expremiér Jerzy Buzek.
politicky je eurofederalista a podporuje německou kancléřku Angelu Merkelovou.

## Vyznamenání
| Stát        | Stuha | Název                                                                             | Datum udělení     |
| ----------- | ----- | --------------------------------------------------------------------------------- | ----------------- |
| Estonsko    |       | Řád kříže země Panny Marie I. třídy                                               | 2013, 6. února    |
| Francie     |       | Komandér Řádu čestné legie                                                        | 2011              |
| Chorvatsko  |       | Velký řád královny Jeleny                                                         | 2007              |
| Itálie      |       | rytíř velkokříže Řádu zásluh o Italskou republiku                                 | 13. července 2007 |
| Litva       |       | komtur Řádu za zásluhy                                                            | 2013, 17. června  |
| Lotyšsko    |       | velkokříž Řádu tří hvězd                                                          | 2009, 12. ledna   |
| Maďarsko    |       | velkokříž Záslužného řádu Maďarské republiky                                      | 2013              |
| Německo     |       | velký záslužný kříž s hvězdou a stuhou Záslužného řádu Spolkové republiky Německo | 2010              |
| Polsko      |       | komtur Řádu za zásluhy Polské republiky                                           | 2013              |
| Portugalsko |       | velkokříž Řádu za zásluhy                                                         | 2. března 2009    |
| Rakousko    |       | velká čestná dekorace ve zlatě Čestného odznaku Za zásluhy o Rakouskou republiku  | 2002              |
| Rumunsko    |       | velkodůstojník Řádu rumunské hvězdy                                               | 2014              |
| Španělsko   |       | velkokříž Řádu za občanské zásluhy                                                | 2011              |
| Tunisko     |       | velkodůstojník Národního řádu za zásluhy Tuniska                                  | 2016              |
| Ukrajina    |       | Řád knížete Jaroslava Moudrého II. třídy                                          | 2008              |
| Vatikán     |       | rytíř velkokříže Řádu svatého Řehoře Velikého                                     | 2007              |